# Carlos Secretário
Carlos Alberto de Oliveira Secretário (* 12. Mai 1970 in São João da Madeira) ist ein ehemaliger portugiesischer Fußballnationalspieler und jetziger Fußballtrainer, der während seiner Laufbahn für große Vereine wie den FC Porto oder Real Madrid spielte.

## Karriere

### Vereinskarriere
Nach seinem Profidebüt beim Gil Vicente FC in der Segunda Liga wechselte Secretário, der in São João da Madeira geboren wurde und seine Karriere als Mittelfeldspieler begann, 1989 in die Primeira Liga zum FC Penafiel und verbrachte dann die Saison 1991/92 beim FC Famalicão in der gleichen Liga. Für die Saison 1992793 unterschrieb er bei Sporting Braga.
Im Sommer 1993 wechselte Secretário zum FC Porto, etablierte sich schnell als unbestrittener Stammspieler in der Abwehr und im Mittelfeld – nach dem Rücktritt von João Pinto spielte er fast ausschließlich als Rechtsverteidiger – und verhalf seinem Verein zum Sieg in zwei Turnieren, der Taça de Portugal und des Portugiesischer Fußball-Supercups. Er erregte die Aufmerksamkeit von Real Madrid, der den Spieler im Juli 1996 unter Vertrag nahm, doch es bereitete ihm große Schwierigkeiten, beim spanischen Club eine Startposition zu erobern, was sich durch die Verpflichtung des Italieners Christian Panucci im Januar 1997 noch verschärfte. Bei einem bizarren Vorfall in einem Spiel gegen Betis Sevilla im Estadio Santiago Bernabéu kam es zu einer Verzögerung durch ein Kaninchen, das vermutlich von den Rängen ins Getümmel geworfen wurde, und Secretário war schnell genug, um es zu fangen. „Secretário mag ein guter Spieler sein oder auch nicht“, sagte damals Fernsehkommentator Arsenio Iglesias, „aber er ist in der Tat ein großartiger Jäger.“
Secretário kehrte im Januar 1998 für weitere sechseinhalb Spielzeiten zum FC Porto zurück und gewann in den folgenden Jahren den UEFA-Pokal und die UEFA Champions League, obwohl er nun nur noch Ersatz für den aufstrebenden Paulo Ferreira war. Am 14. März 2002 wurde er wegen einer Notbremse an Emmanuel Olisadebe während eines kontinentalen 2:1-Heimsiegs gegen Panathinaikos Athen vom Platz gestellt und erhielt eine Sperre für drei Spiele.
Im Juni 2005 zog sich Secretário nach einem Jahr beim FC Maia in der Segunda Liga zurück.
In seiner 17-jährigen Karriere absolvierte er 341 Partien in der ersten portugiesischen Liga und erzielte dabei 12 Tore. Secretário spielte für sechs Mannschaften in Portugal, hauptsächlich für den FC Porto, mit dem er 18 Titel gewinnen konnte.

### Nationalmannschaft
Secretário absolvierte 35 Länderspiele für die Portugiesische Fußballnationalmannschaft und erzielte einen Treffer. Er war Mitglied des Kaders für die Fußball-Europameisterschaften 1996 und 2000.

## Erfolge
Mit dem Verein 
- UEFA Champions League: 2003/04
- UEFA-Pokal: 2002/03
- Portugiesischer Meister (6): 1994/95, 1995/96, 1997/98, 1998/99, 2002/03, 2003/04
- Portugiesischer Pokalsieger (5): 1993/94, 1997/98, 1999/2000, 2000/01, 2002/03
- Portugiesischer Supercupsieger (5): 1994, 1998, 1999, 2001, 2003
- Spanischer Meister: 1996/97

 Nationalmannschaft
- Fußball-Europameisterschaft: Dritter Platz 2000